# Highland (chanson)
Pour les articles homonymes, voir Highland.
Highland est une chanson interprétée par le groupe suédois One More Time. La chanson a été écrite par Nanne Grönvall et Peter Grönvall, et est sortie en single en 1992. La chanson deviendra l'un des succès les plus internationaux du groupe, finissant au deuxième rang du classement des singles suédois. La chanson apparaît également sur le premier album studio homonyme du groupe en 1992.

## Liste des éditions

### Vinyle 7 pouces CNR
1. Highland - 5:22
2. Vitality - 4:55

### Vinyle 7 pouces PWL
1. Highland (edited version) - 4:32
2. Vitality - 4:55

### Vinyle PWL 12 pouces
1. Highland (complete version) - 5.22
2. Vitality 4.55
3. Highland (edited version) - 4.32

### Cassette PWL
1. Highland (edited version) - 4.32
2. Vitality - 4.55

### CD5 CNR (Suède)
1. Highland (edited version) - 4.32
2. Highland (complete version) - 5.22
3. Vitality - 4.55

### CD5 PWL (Angleterre)
1. Highland (edited version) - 4.32
2. Highland (complete version) - 5.22
3. Vitality - 4.55

### CD5 Ultrapop (Allemagne)
1. Highland (edited version) - 4.32
2. Highland (complete version) - 5.22
3. Vitality - 4.55

### CD5 KONGA (Espagne)
1. Highland (edited version) - 4.32
2. Highland (complete version) - 5.22
3. Vitality - 4.55

### CD5 Pappersomslag Touch of Gold / Polygram (France)
1. Highland (edited version) - 4.32
2. Highland (complete version) - 5.22

### CD5 Touch of Gold / Polygram (France)
1. Highland (edited version) - 4.32
2. Highland (complete version) - 5.22
3. Vitality - 4.55

## Classements
| Pays (1992-1993)   | Position |
| ------------------ | -------- |
| Belgique (Flandre) | 1        |
| Allemagne          | 39       |
| Pays-Bas           | 20       |
| Suède              | 2        |
| UK Singles Chart   | 80       |

## Reprise
En 2010, Blackmore's Night enregistre une version de la chanson sur son album Autumn Sky,.